# Peniophora pseudonuda
Peniophora pseudonuda är en svampart som beskrevs av Hallenb. 1980. Peniophora pseudonuda ingår i släktet Peniophora och familjen Peniophoraceae.   Inga underarter finns listade i Catalogue of Life.